# Aeroportul Coral Harbour
Aeroportul Coral Harbour (IATA: YZS, ICAO: CYZS) este un aeroport din Coral Harbour⁠(d), Kivalliq Region⁠(d), Nunavut, Canada ce deservește zona Coral Harbour⁠(d). Aeroportul a fost tranzitat în 2011 de 6.323 de pasageri. A fost numit după zona deservită.
Situat la o altitudine de 64 m, aeroportul dispune de o singură pistă.